# Pümpin

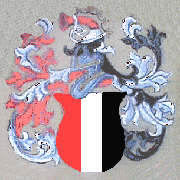
Wappen Pümpin aus dem Basler Staatsarchiv

Pümpin ist ein Familienname aus dem Raum Basel.

## Herkunft
Die erste bekannte Nennung des Namens stammt von 1557. In einem Ratsmanual der Vogtei Falkenstein in Wolfwil, Kanton Solothurn liest man: (Zitat) „Dass Hanss Bümpj, dieweil er den Nachburen gefällig, zu einem Burger angenommen, sol den Eid gäben, dass er hie drey Pfund ussgerichtet“. Für drei Pfund nahm man Hanss ins Bürgerrecht auf. Vermutlich stammte "Hanss Bümpj" aus Frankreich.

## Wappen
Das Basler Wappen Pümpin ist ein vertikal in drei Teile getrennter Schild, analog der Französischen Trikolore, jedoch in den Farben rot-silber-schwarz. Eine genaue Zuordnung ist nicht möglich.

## Verbreitung
Die Pümpin-Familien leben zu ungefähr 80 Prozent in der Nordwestschweiz.
Ein grosser Stamm Pümpin lebt in Chile in der Región de Valparaíso. Es sind die Nachkommen des 1881 ausgewanderten Gärtners Benjamin Pümpin.

## Namensträger
- Cuno Pümpin (* 1939), Ökonom
- Emil Pümpin (1840–1898), Eisenbahningenieur
- Fritz Pümpin (1901–1972), Maler
- Karl Pümpin (1907–1975), Landwirt und Maler
- Samuel Pümpin (1776–1853), Politiker